# Mijter

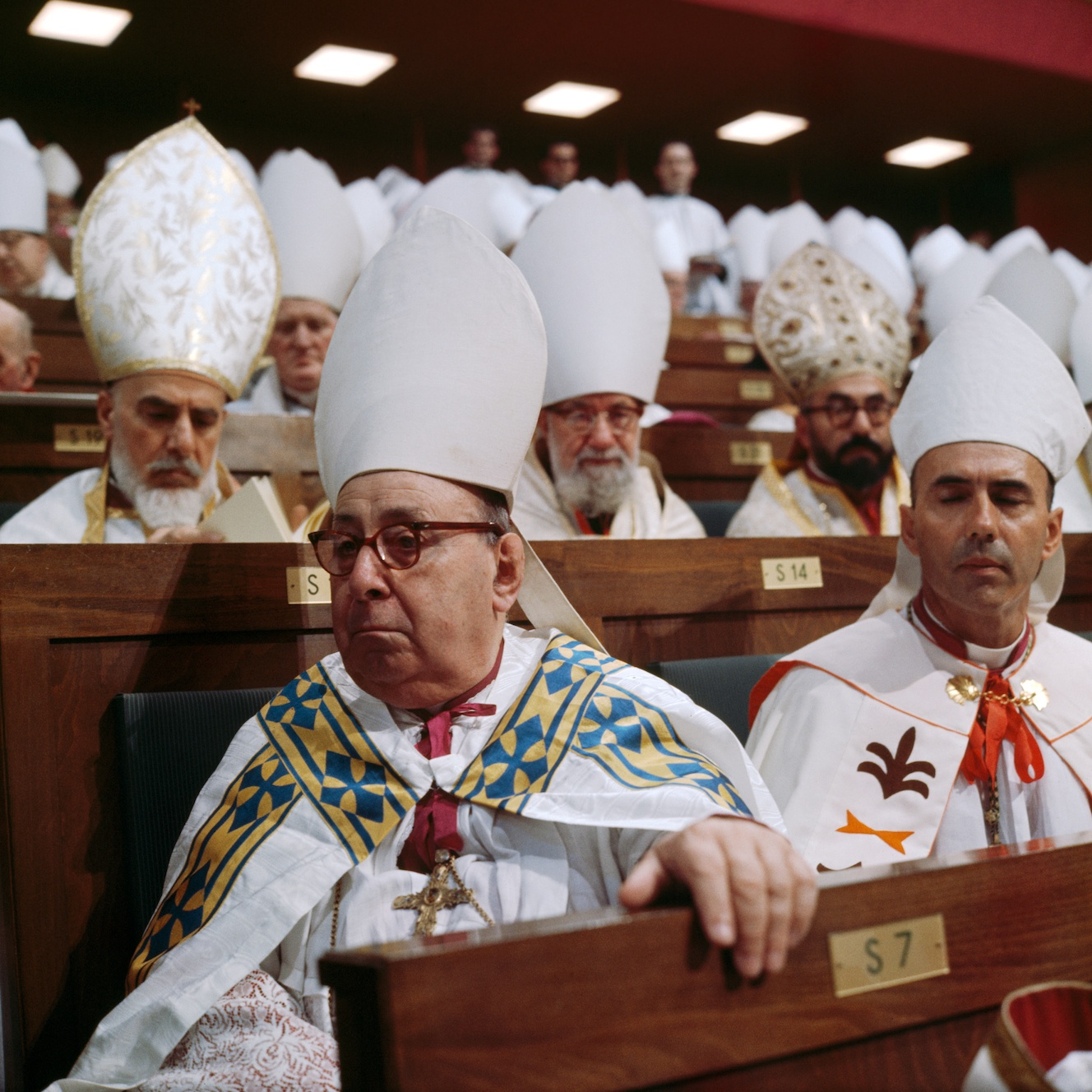
Gemijterde bisschoppen tijdens Vaticanum II

Een mijter of mitra (van het Latijnse mitra, "muts met banden") is het traditionele, ceremoniële hoofddeksel van bisschoppen en abten in onder meer de Rooms-Katholieke Kerk, de Anglicaanse Kerk en de oosters-orthodoxe kerken.
De mijter maakt deel uit van de pontificalia. De moderne vorm bestaat uit twee stijve, gelijke delen met een (afgeronde) vijfhoekige vorm, uitlopend in een punt, samengenaaid aan de zijden en met twee flappen textiel aan weerszijden. Bij de Oostelijke mijter ontbreken deze flappen zodat de mijter de vorm van een kroon heeft. De oostelijke mijter vormt één geheel. De mijter of "infula" is vaak voorzien van een kruis of "omgekeerde T-vorm". Aan de achterzijde hangen twee witte of gouden, roodomrande linten die infulae heten.
Oosters-orthodoxe priesters en priesters van andere christelijke kerken in Oost-Europa en Azië dragen vaak "kronen" die in werkelijkheid zwaargeborduurde en daardoor stijve stoffen mijters zijn.

## Rooms-Katholieke Kerk
De oorsprong van de mijter moet in diverse andere religies worden gezocht.
De hoofdtooi die "infula" heette, was een wit diadeem of tulband met twee afhangende linten. In een ver verleden was de infula de hoofdtooi van mensenoffers en later werd deze gedragen wanneer men de goden om bescherming vroeg. 
In het Griekssprekende Oosten van het Romeinse rijk, meer nog dan Rome de bakermat van de christelijke kerk, was een mitra een vrijwel uitsluitend door vrouwen gedragen tulband maar het woord betekent ook "diadeem". De Joodse "kideris" of "miznephet" was het door Mozes voorgeschreven hoofddeksel van de priesters die de Ark des Verbonds droegen, maar een verband met de christelijke mijters berust alleen op een toevallige overeenkomst in de vorm van het hoofddeksel.
Bij het Mithraisme, een Griekse religie uit ca 300 BC, was een mitra het hoofddeksel van de god Mithras. Rond het begin van onze jaartelling breidde het Mithraisme zich uit onder Romeinse soldaten. 
In de eerste 1000 jaar van haar bestaan kende de kerk geen mijters. De oudste afbeeldingen van bisschoppen tonen hen dan ook met een onbedekt hoofd. Na het jaar 1000 gingen bisschoppen, eerst in Rome, later ook elders, geleidelijk mijters dragen maar al vanaf het prille begin van dit gebruik deelden zij dit hoofddeksel met lagere geestelijken. In 1051 verleende Paus Leo IX een mijter aan de kanunniken van de kathedraal van Besançon. Deze paus maakte de mijter populair door deze aan bisschoppen te schenken. De achtergrond is onduidelijk; Bruno Bernard Heim geeft de these dat de pausen streefden naar een uniformere liturgische klederdracht.
In 1063 verleende Paus Alexander II een mijter aan abt Engelsinus van het Augustijnerklooster in Kantelberg. De mijter werd in die jaren vooral in Rome gedragen en werd daarna eerst in Frankrijk en later overal in de kerk populair.
In 1266 waren van rijke versieringen en goudborduurwerk voorziene mijters (sommigen wogen zes kilo) wijdverbreid en paus Clemens IV besloot om in te grijpen. In een bul beval hij de abten en prelaten nullius om eenvoudige witte mijters te dragen. Alleen met een pauselijk privilege kon men nog vergulde of met edelstenen versierde mijters dragen.
Het gebruik van mijters door abten is geregeld in "Pontificale Romanum" (1850) waarin is vastgelegd dat de diocesane bisschop de mijter aan de abt geeft.
Volgens het kerkelijk recht bestaan er, tenminste in de Latijnse kerk, drie uitvoeringen van de mijter:
- de Mitra simplex, een eenvoudige witte mijter
- de Mitra pretiosa of "kostbare mijter", het liturgisch hoofddeksel van aartsbisschoppen
- de Mitra auriphrygiata of "gouden mijter"

Het dragen van de mijter is een recht dat alleen de bisschoppen, de aartsbisschoppen en de paus toekomt maar het privilege om een mijter te gebruiken werd en wordt ook aan abten, kanunniken en prelaten nullius (prelaten die geen bisschop zijn) verleend.
In deze gevallen is het gebruik van de mijter een gunst en zijn er vrijwel altijd beperkingen aan het gebruik gesteld.
Mijters hadden ooit verschillende modellen en veel kleuren (waaronder donkerblauw) kwamen geregeld voor. In de 20e eeuw werden minder kleuren gebruikt en mijters hebben nu in de Latijnse kerk als grondkleur wit of goud. Daarop worden dan versieringen zoals edelstenen en parels (bij de kostbare mijter), borduursel en gouden linten bevestigd.
De abdis van Conversano, een kerkelijke bestuurder die de bijnaam "het monster van Apulië" verwierf vanwege de merkwaardige voorrechten van deze positie en de aanmatiging waarmee deze werden uitgeoefend, droeg een mijter. Ook in Spanje (Burgos) en Frankrijk kwamen gemijterde abdissen voor.
In 1628 werden de privileges van deze "Abdis nullius" van Conversano in de bul "Sedis Apostilicæ" erkend. Na een tussenperiode van 1707 tot 1917 waarin de abdissen de mijter naast zich plaatsten verbood de Codex Iuris Canonici vrouwelijke religieuzen in 1917 uitdrukkelijk om mijters te dragen.
In de middeleeuwen droegen ook wereldlijke vorsten een mijter. De Keizerskroon van het Heilige Romeinse Rijk van de Duitse Natie heeft de vorm van een mijter en de keizers waren door hun kroning ook sacrale figuren.
Pausen hebben ook andere vorsten, met name aan Hertog Spytihnev van Bohemen en Roger van Sicilië mijters en kerkelijke symbolen als kromstaf en dalmatiek geschonken. Koning Peter van Aragón kreeg in 1204 als laatste wereldlijke vorst een mijter van Paus Innocentius III.
In de Latijnse bisschopswijding sprak de formule over de mijter als "cornibus utriusque testamenti" (Latijn: "de uitdrukking van het Oude én Nieuwe testament"). In dezelfde formule heet de mijter ook de "vreeswekkende helm van bescherming en heil" (Latijn: "armato capite galliam munitionis et salutis") te zijn. Een mijter is dus de gevechtsuitrusting van de bisschoppen.

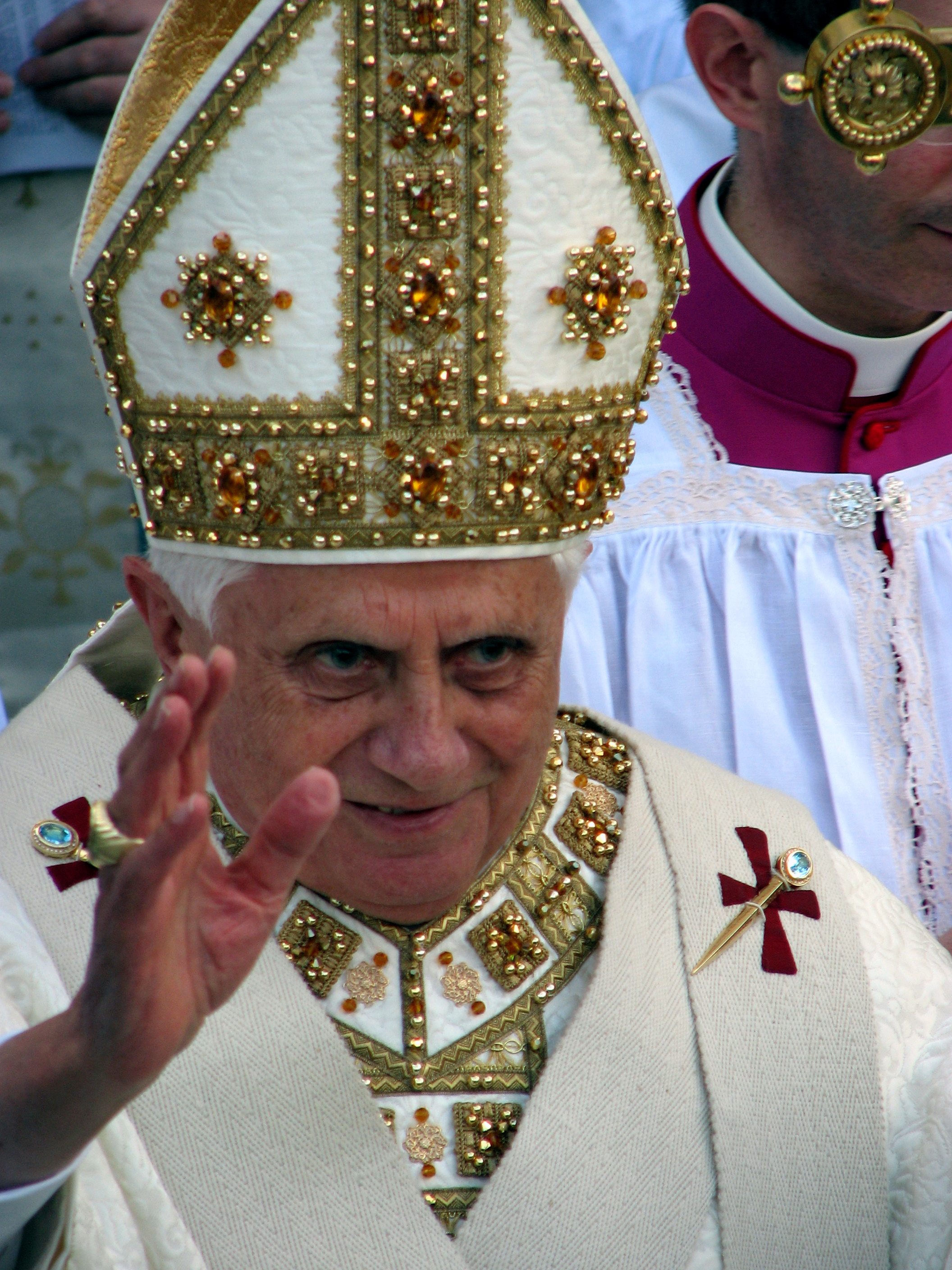
De mitra precosia van de paus, geborduurd met edelstenen (topaas) en parels
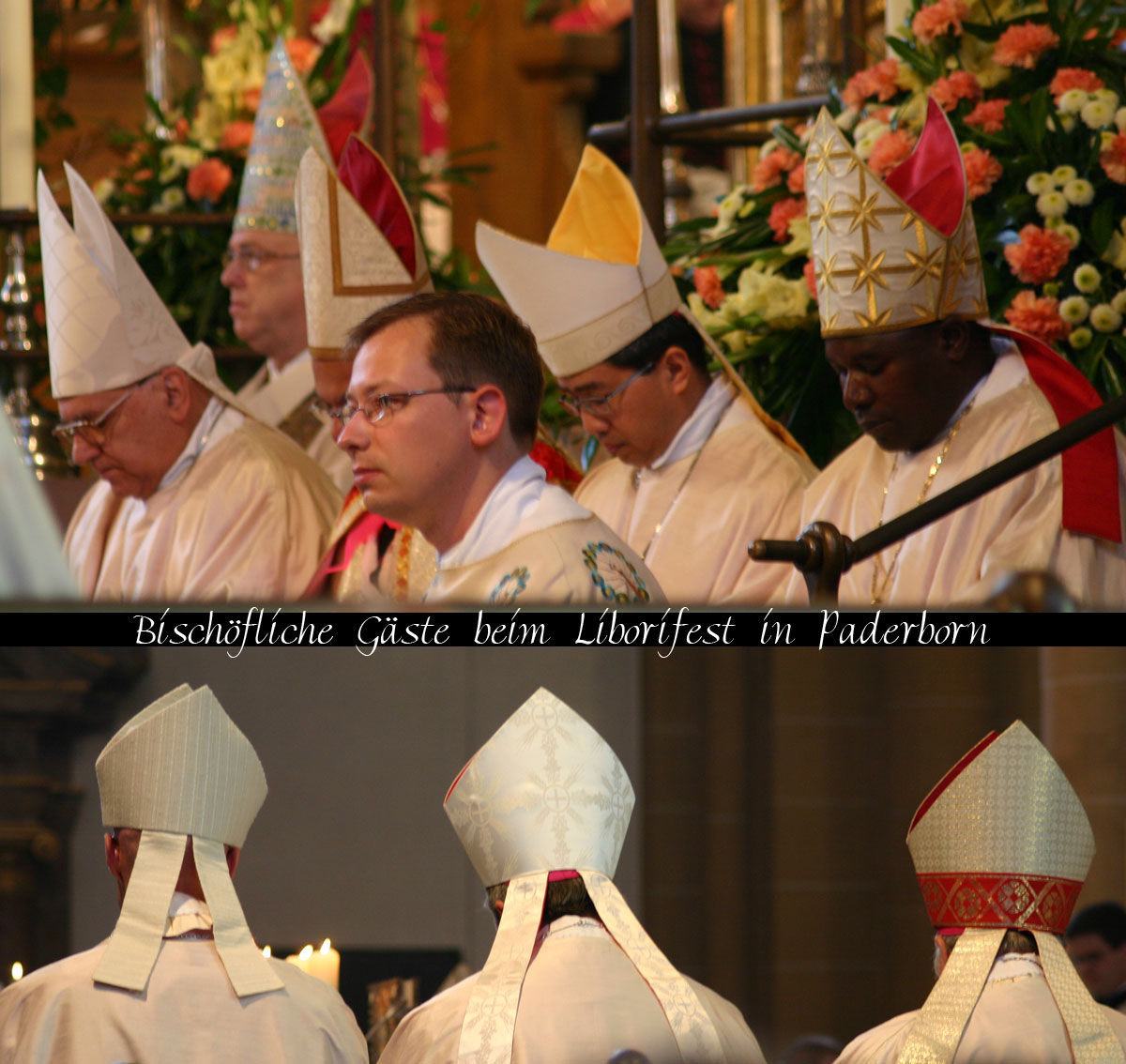
De drie verschillende Latijnse mijters zijn op deze foto van alle kanten te zien.

## Andere geloofsgemeenschappen
De 26 geünieerde kerken, met Rome verbonden christelijke kerken met eigen liturgie en beeldentaal, gebruiken soms mijters maar vaak ook heel andere hoofdbedekkingen. In deze kerken en in de oosters-orthodoxe kerken hebben de mijters vaak de vorm van stijve geborduurde mutsen die op kronen lijken. Het hoofddeksel is gebaseerd op de kroon van de Byzantijnse keizers.
De mitra (bisschop, archimandrieten, aartspriesters) is de met iconen, brokaat, parels en edelstenen ceremoniële kroon van de bisschop die naar het hoofd toe smaller wordt en waarvan de onderste rand om het hoofd sluit. Op de bovenkant staat een kruis. Het geeft zijn apostolische soevereiniteit aan. Archimandrieten en aartspriesters wordt voor hun verdiensten het recht verleend om een mitra te dragen. Op deze mitra zit aan de bovenkant geen kruis.
De bisschoppen van de Engelse Anglicaanse Kerk bleven na de reformatie mijters dragen. In veel andere protestantse geloofgemeenschappen zijn ze uit het beeld verdwenen.

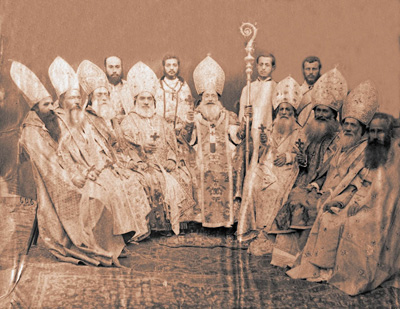
Bisschoppen van de Armeens-Katholieke Kerk
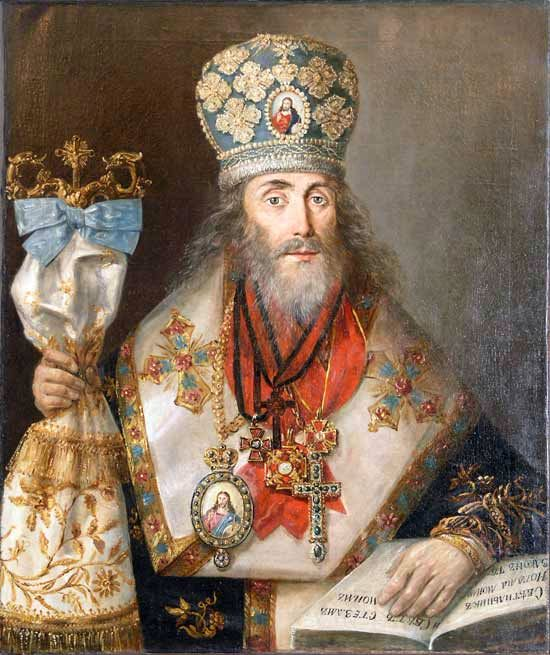
De Russisch-orthodoxe aartsbisschop Evgeny Kazantsev van Yaroslavl and Rostov (1778-1871) draagt een kostbare gesloten mijter

## Heraldiek
Bisschoppen droegen in hun wapens eeuwenlang mijters. Na een decreet van Paus Benedictus XIV uit 1915 is het gebruik van de mijter in een bisschopswapen langzamerhand zeldzaam geworden. Steeds vaker kiezen geestelijken voor de rode hoed met afhangende kwasten en een processiekruis als teken van hun waardigheid.
Er zijn kanunniken die een mijter mogen dragen maar deze beslist niet in hun wapen mogen opnemen. Anderen mochten dat volgens het privilege waarop het dragen van een mijter door een niet-bisschop behoort te berusten, uitdrukkelijk wél.
De Protonotarii apostolici dragen mijters maar mogen deze beslist niet in hun wapen voeren.
Aartsbisschoppen mogen een kostbare mijter in hun wapen gebruiken en daaraan is in de Kerkelijke heraldiek van de Anglicaanse kerk nog steeds een aartsbisschop te herkennen.
Paus Benedictus XVI verving in 2005 de tiara in zijn Pauselijk wapen door een eenvoudige mijter. De afhangende linten (infulæ) van de heraldische mijter dienen (net als bij de echte mijter) in wit (in de heraldiek zilver) of van goud te zijn en roodgerand te worden afgebeeld. In de praktijk wordt vaak van deze regel afgeweken en komen ook blauwe en groene linten veel voor. In het in 1958 ontworpen wapen van Paus Johannes XXIII zijn de linten rood zonder rand, Bij zijn opvolger Paulus VI zijn ze groen en ze komen ook met kruizen op het lint voor.

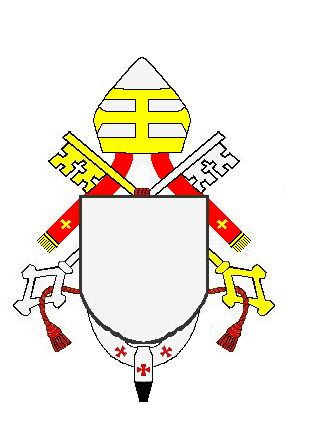
Het pauselijk wapen zoals dat er sinds 2006 uitziet
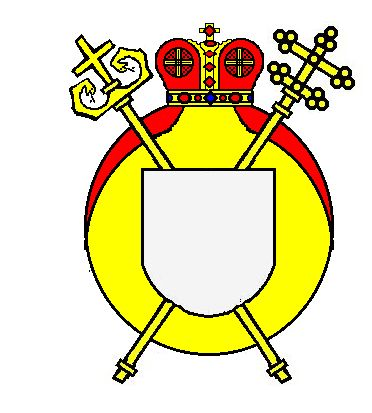
De mijter van een Grieks-Melkietisch patriarch bekroont het wapen
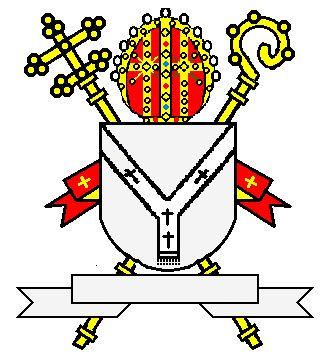
Een anglicaanse aartsbisschop plaatst een kostbare mijter op zijn wapenschild

## Sinterklaas
In Nederland en België is de mijter vooral bekend als het hoofddeksel van Sinterklaas, een traditioneel figuur gebaseerd op de bisschop Nicolaas van Myra. Deze mijter wijkt van de in de kerk gangbare modellen af door de kleur (tegenwoordig steeds rood) en het gouden kruis op de mijter.
In Küssnacht dragen mannen tijdens het Klausjagen op mijters gelijkende hoeden die afbeeldingen vertonen die op glas-in-lood lijken, deze worden verlicht door kaarsen.

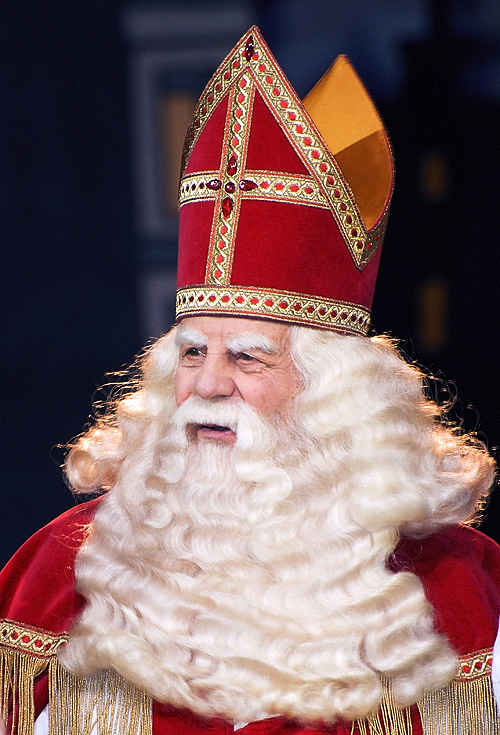
Sinterklaas met rode mijter
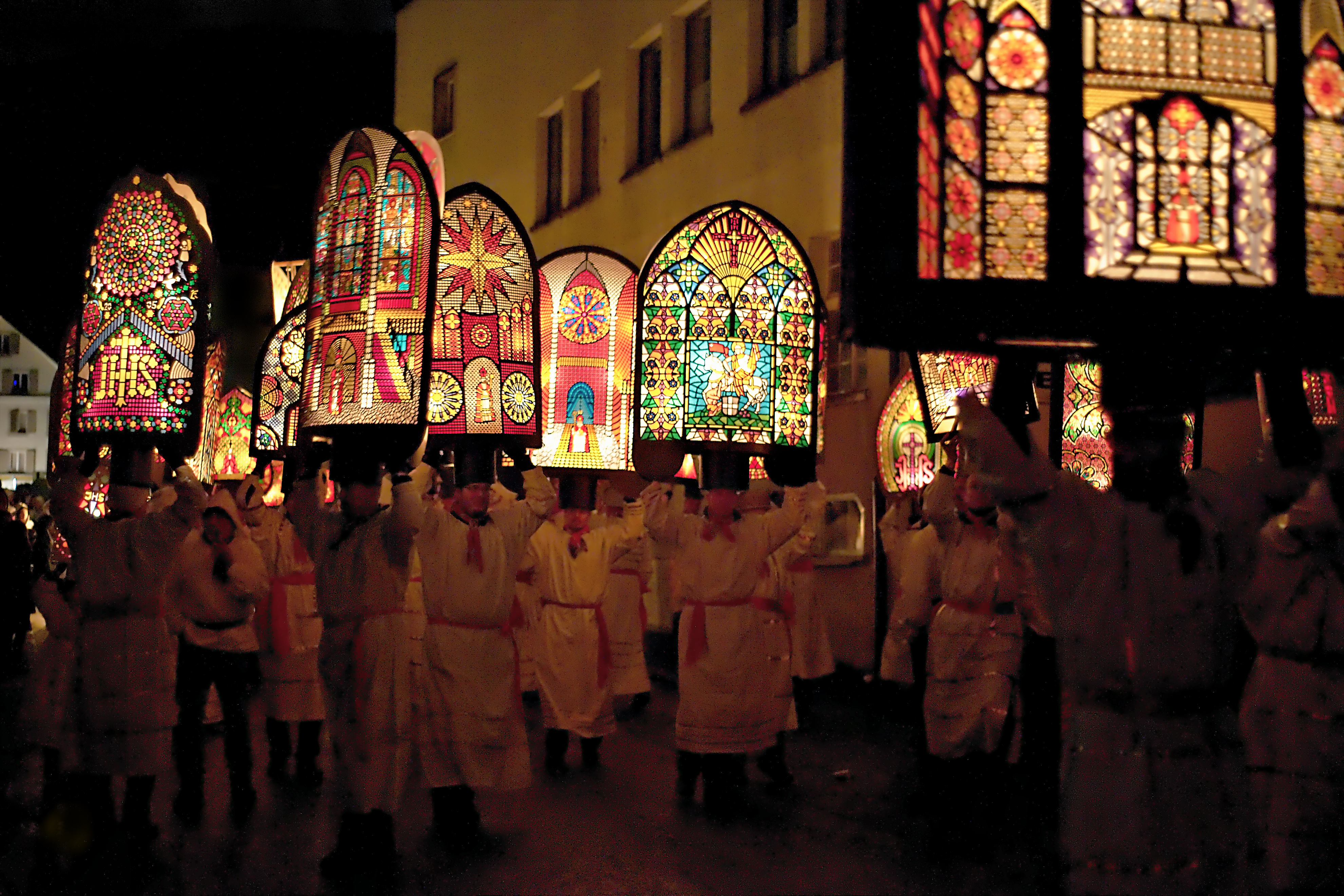
Een van de onderdelen van de processie van het Klausjagen

## Wetenswaardigheden
- Het gebruikelijke model van de loper in het schaakspel, in het Engels bishop, is een mijter.
- In België wordt op 10 januari mijterdag gevierd.
- Het werkwoord mijteren is afgeleid van dit hoofddeksel, en betekent "het verheffen tot bisschop of andere hoogwaardigheid".